# 병자 3인
《병자 3인》(病者三人)은 4장으로 구성된 일재(一齋) 조중환(趙重桓, 1863-1944)의 작품이다. 한국 최초의 지상(紙上) 발표 희곡으로 1912년 11월 17일부터 25일까지 <매일신보>에 연재되었다.  1910년대의 희곡으로서 잔존하는 작품 가운데 그 작가가 직접 연극활동에 참여, 당시의 연극현실을 작품 속에 반영시킴으로써 후대에 당시의 연극을 규명해 볼 수 있는 자료적 가치를 갖는 작품으로서는 유일한 작품이다. 조일재는 바로 윤백남과 더불어 '문수성(文秀星)'의 창단 동인이며, 연기자일 뿐만 아니라 극본을 제공하던 문사(文士)로서 연극운동을 실천하고 있었다.  당시 극본의 무대화(舞臺化)는 구술(口述)을 통한 설명에 상당 부분을 의존했고 한편 기타 무대상연의 관례 때문에 극본 자체의 완벽성이 결여되어 있어, <병자 3인>도 오늘날의 희곡에 견주어 보면 치졸하고 미숙함을 면치 못하고 있다. 이 작품의 주제는 여권(女權) 옹호로서 남성 우위(男性優位), 여성 하위의 현실을 완전히 전도시킨 매우 소극적(消極的)인 극이다.  여학교 교원인 아내의 남편은 교사시험에 떨어져 그 학교의 하인이 된다. 그는 다시 시험을 치라는 아내의 독촉에 귀머거리 위장을 한다. 의사인 아내의 남편은 한의학을 한 엉터리 교의(校醫)로서 오진(誤診)을 추궁하는 아내에게 벙어리 행세를 한다. 교장인 아내 밑에서 회계로 있는 남편은 공금을 유용하고 장님을 가장한다. 그러나 남편들의 위병(僞病)은 아내들의 집요한 공격으로 폭로되고 마는데 이러한 대립과 갈등에 견디다 못한 남편들이 차라리 '감옥소에 가는 것이 상팔자'라고 집단적인 항거를 하자 아내들도 심경의 변화를 일으켜 화해를 한다.